# Thể bán liên kết
Thể bán liên kết (tiếng Anh: Hemidesmosome) là những cấu trúc rất nhỏ, quan sát thấy trong tế bào sừng (keratinocytes) của biểu bì (thượng bì) da gắn vào chất nền ngoại bào. Cấu trúc này có dạng tương tự như thể liên kết khi quan sát bằng kính hiển vi điện tử, tuy nhiên, thể liên kết gắn vào mặt bên của tế bào. Thay vì sử dụng desmoglein và desmocollin, thể bán liên kết dùng protein integrins. Thể bán liên kết có chức năng kết dính mặt đáy tế bào biểu mô với lá sáng (lamina lucida), một phần của lá đáy. Thể bán liên kết cũng tham gia vào các con đường truyền tín hiệu, chẳng hạn như sự di chuyển của tế bào sừng, hoặc sự xâm nhập tế bào ung thư biểu mô (carcinoma).

## Bệnh liên quan
Đột biến ở 12 gen khác nhau mã hóa cho các bộ phận của thể bán liên kết gây nên bệnh ly thượng bì bọng nước (epidermolysis bullosa, EB). Có ba loại EB:
1. ly thượng bì bọng nước giản đơn (EB Simplex, EBS),
2. ly thượng bì bọng nước loạn dưỡng (dystrophic EB, DEB)
3. ly thượng bì bọng nước liên kết (junctional EB, JEB).

Trong ly thượng bì bọng nước giản đơn (EBS), các lớp ở biểu bì bị tách ra, nguyên nhân là do đột biến mã hóa cho keratin, plectin và BPAG1e. Với ly thượng bì bọng nước liên kết (JEB), các lớp lá sáng (lamina lucida, một cấu trúc của lá đáy) bị tách riêng rẽ. Nguyên nhân là đột biến vùng integrin α6β4, laminin 322 và BPAG2. Trong ly thượng bì bọng nước loạn dưỡng (DEB), các lớp của nhú chân bì (papillary dermis) tách ra khỏi các tơ neo (anchoring fibrils) do đột biến gen collagen 7 gây ra.